# Miconia valtheri
Miconia valtheri är en tvåhjärtbladig växtart som beskrevs av Charles Victor Naudin. Miconia valtheri ingår i släktet Miconia och familjen Melastomataceae. Inga underarter finns listade i Catalogue of Life.